# Geoffrey Hills
Die Geoffrey Hills sind eine Hügelgruppe am westlichen Ende der Raggatt Mountains im ostantarktischen Enderbyland.
Kartiert wurden sie anhand von Luftaufnahmen, die 1956 im Rahmen der Australian National Antarctic Research Expeditions entstanden. Das Antarctic Names Committee of Australia (ANCA) benannte sie nach Geoffrey Denys Probyn Smith (1920–1991), Schreiner auf der Mawson-Station im Jahr 1961.